# (248993) Jonava
(248993) Jonava est un astéroïde de la ceinture principale.

## Description
(248993) Jonava est un astéroïde de la ceinture principale. Il fut découvert le 14 avril 2007 à Moletai par Kazimieras Černis et Justas Zdanavičius. Il présente une orbite caractérisée par un demi-grand axe de 2,43 UA, une excentricité de 0,20 et une inclinaison de 11,3° par rapport à l'écliptique.

## Compléments